# Snowboard Kids
 (octobre 2024).
Si vous disposez d'ouvrages ou d'articles de référence ou si vous connaissez des sites web de qualité traitant du thème abordé ici, merci de compléter l'article en donnant les références utiles à sa vérifiabilité et en les liant à la section « Notes et références ».
Snowboard Kids (Snobow Kids (スノボキッズ) au Japon) est un jeu vidéo de course de sport de glisse, développé par Racdym et édité par Atlus, sorti en 1997 sur Nintendo 64.
Une suite sort en 1999 sur Nintendo 64 sous le nom de Snowboard Kids 2.
Snowboard Kids a également eu le droit à un portage amélioré sorti exclusivement au Japon en janvier 1999 sur PlayStation et connu sous le nom de Snowboard Kids Plus
Un nouveau jeu de la série, intitulé SBK: Snowboard Kids, sort sur Nintendo DS en 2005.

## Trame

### Univers
Le jeu se déroule dans un univers fictif qui offre des décors colorés, allant de paysages enneigés et montagneux aux prairies verdoyantes et aux déserts arides. Il met également en scène des personnages au style super deformed,.

### Synopsis
Dans une petite ville des montagnes rocheuses du Canada, vivent des enfants passionnés de snowboard. Un jour une dispute éclate lors d'un déjeuner à l'école. Nancy, Linda, Slash, Jam et Tommy ne parviennent pas à se mettre d'accord sur qui excelle le plus en figures et vitesse. Linda décide alors d'organiser un tournoi pour déterminer qui sera le meilleur d'entre eux.

### Personnages
Snowboard Kids propose d'incarner différents protagonistes âgés de dix à onze ans, disponibles dès le départ : Slash, Nancy, Jam, Linda et Tommy. Chacun présente une personnalité particulière, enrichissant l'univers du jeu. Une fois le jeu terminé, un dernier personnage fait son apparition dans la liste des personnages jouables, sous le nom de : Sinobin (Shinobin). Seul ce dernier demeure un mystère en ce qui concerne son âge et sa personnalité,. 

## Système de jeu

### Généralités
Snowboard Kids est un jeu de course de snowboard en vue à la troisième personne qui allie action et compétition et est jouable en solo ou multijoueur. Il se divise en plusieurs modes de jeu offrant de la diversité pour le joueur, en passant par la course, le mode compétitif et un mode de rapidité.
Il est possible de choisir parmi six personnages (dont un déblocable), chacun ayant des caractéristiques qui influencent la vitesse, l'angle de virage et la complexité des sauts. Le joueur peut compléter les capacités de chaque protagoniste en les associant à l'une des neuf planches personnalisables qui, elles aussi, possèdent des spécificités techniques réparties dans trois styles : Free Style (meilleur contrôle), All Around (équilibré), Alpine (vitesse).
Enfin, le jeu met à disposition six parcours accessibles dès le départ, ainsi que trois parcours supplémentaires à débloquer, portant le total à neuf.
La principale mécanique du jeu consiste à faire de la descente tout en obtenant des pièces. Il existe deux façons de les acquérir : réaliser des figures ou ramasser celles présentes sur le parcours, permettant au joueur d'obtenir des objets d'attaque ou de soutien en échange de cent pièces, lui donnant ainsi un avantage sur ses adversaires, rappelant certaines mécaniques de jeu issues de la série Mario Kart.

### Modes de jeu
- Battle Race : mode de jeu dans lequel le joueur doit descendre la piste en allant d'un point A à un point B en effectuant un nombre de tour défini par la longueur du parcours. Ce mode est jouable seul contre des ordinateurs ou jouable à plusieurs deux à quatre joueurs[7].
- Skill Games : jouable en solo seulement, ce mode se divise en trois sous-sections :
  - Speed: consiste à ramasser un maximum de ventilateurs de vitesse (objet de soutien) pour obtenir le meilleur temps dans un niveau.
  - Shoot : consiste à tirer sur des bonhommes de neige pendant la descente.
  - Tricks : consiste à obtenir le plus de points possible en faisant des figures sur des halfpipe.[8]
- Time Attack : jouable en solo seulement, ce mode permet au joueur de choisir un niveau de son choix et de le parcourir le plus rapidement possible en un tour[9].
- Lesson :
  - Training : permet au joueur d'apprendre les mécaniques de base du jeu en neuf leçons.
  - Shot/Item Demo : permet au joueur de découvrir et d'apprendre comment fonctionnent les objets d'attaque et de soutien[10].

## Accessoires compatibles
- Controller Pak (carte mémoire).
- Rumble Pak (kit de vibration)[11].